# Salvia mellifera
Salvia mellifera là một loài thực vật có hoa trong họ Hoa môi. Loài này được Greene miêu tả khoa học đầu tiên năm 1892.

## Hình ảnh

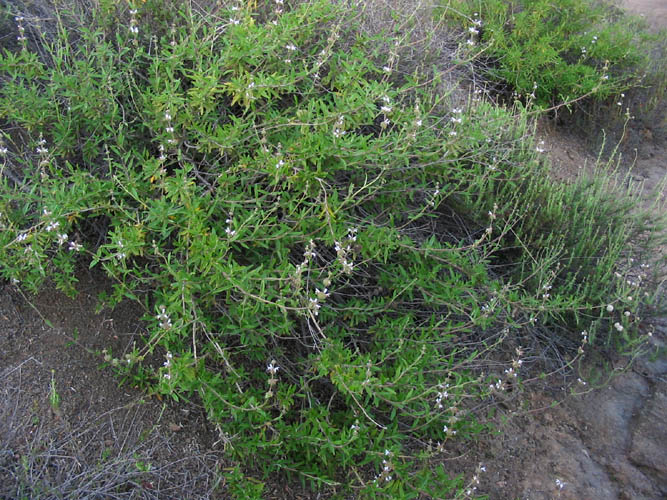
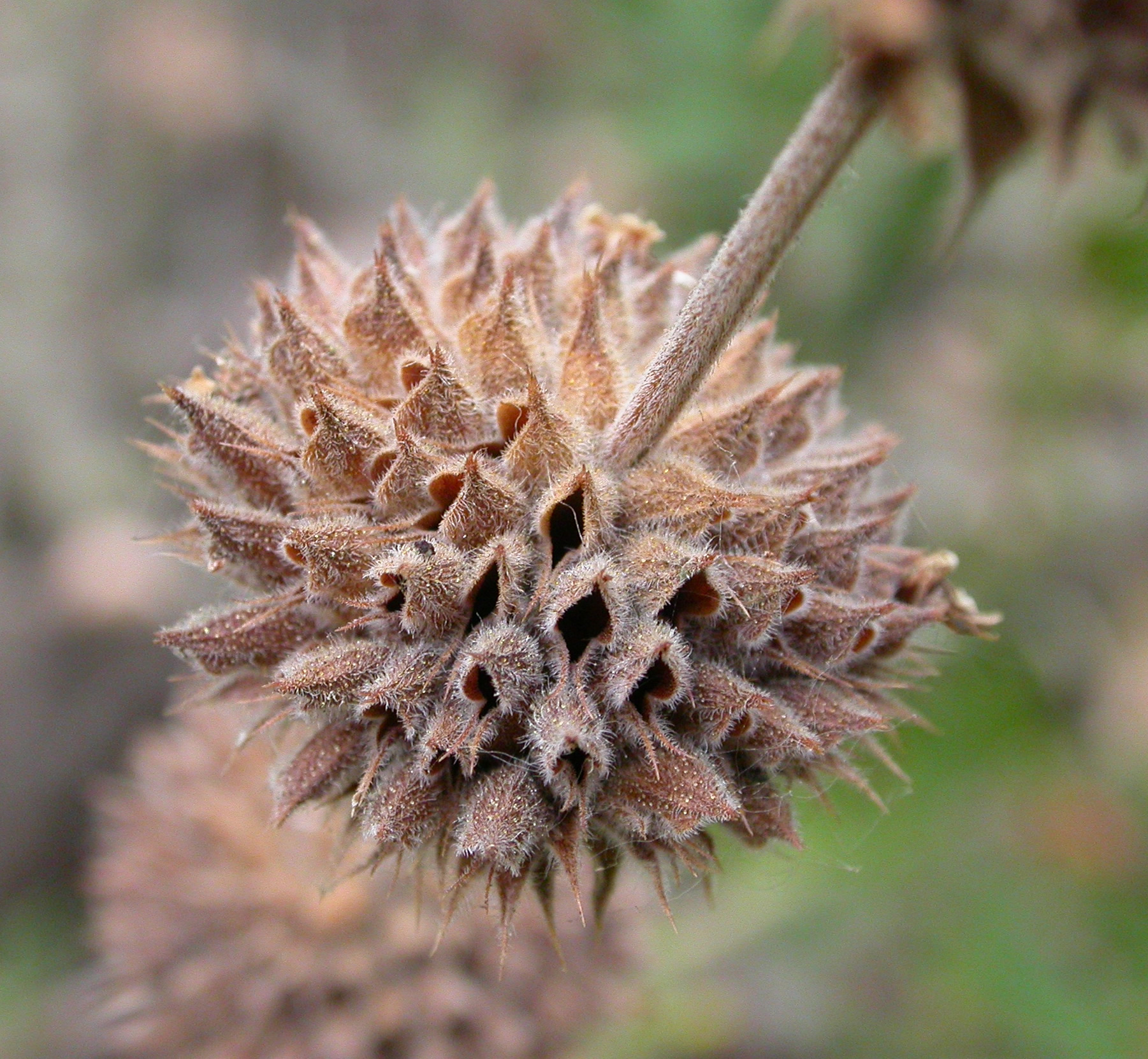
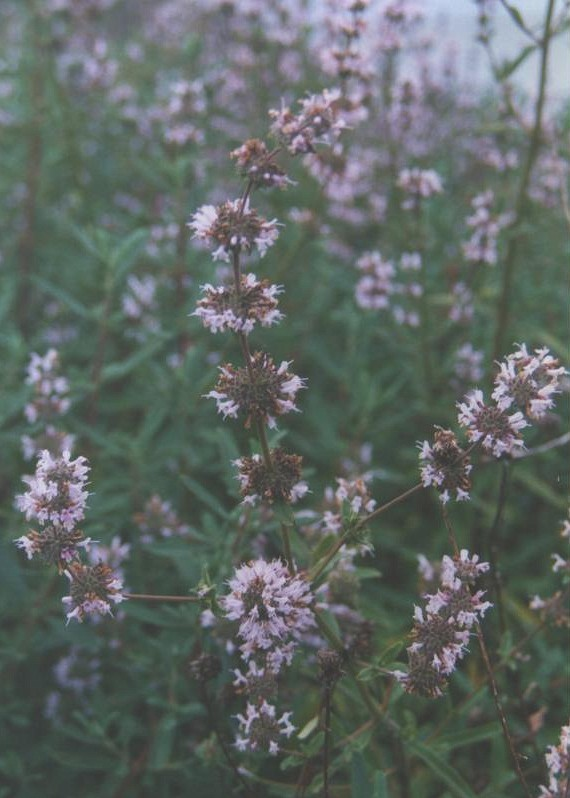
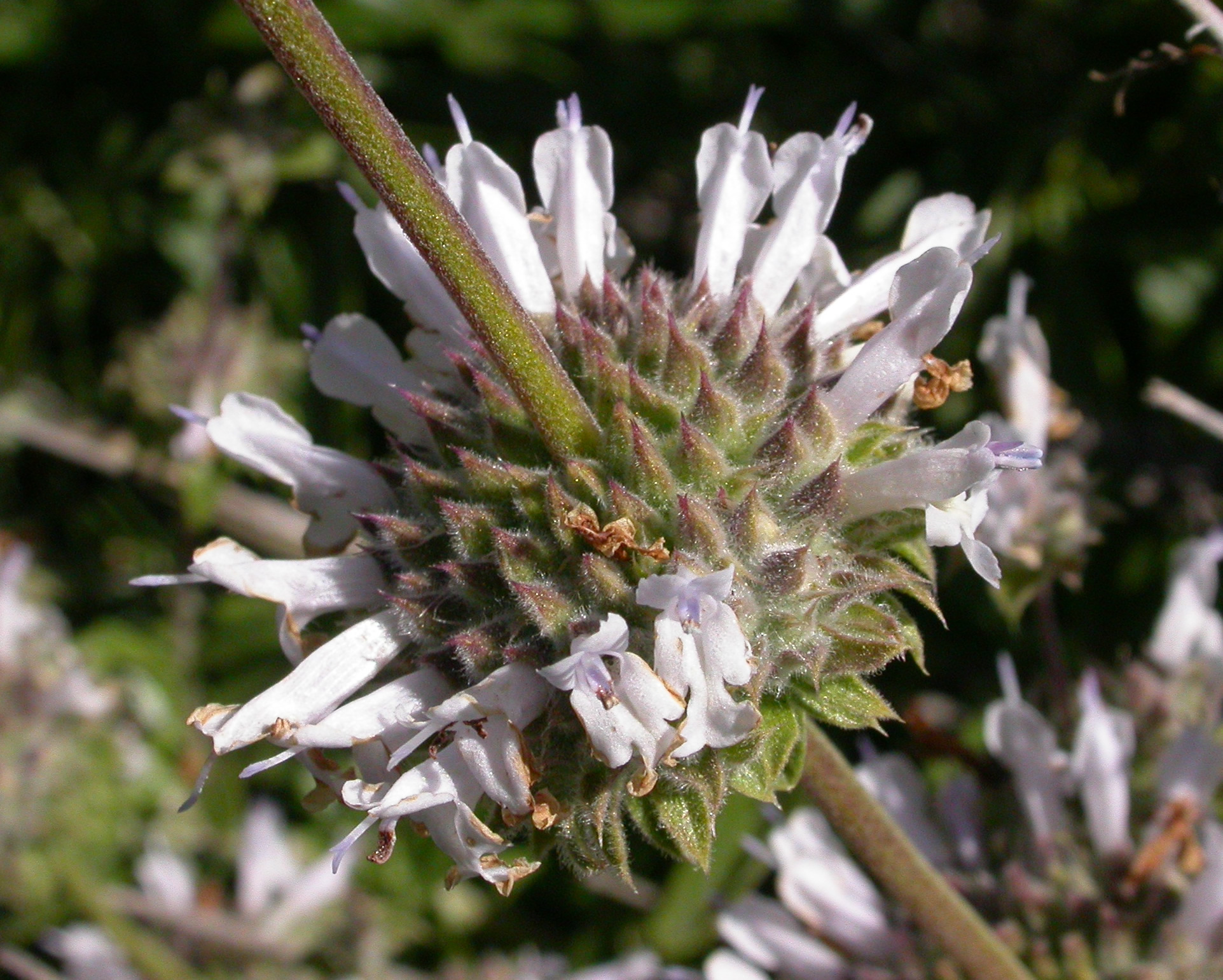